# Teatro Luis Poma
El Teatro Luis Poma está ubicado en la ciudad de San Salvador, El Salvador. Se trata de una iniciativa privada Las instalaciones se encuentran en el interior del centro comercial Metrocentro, propiedad del Grupo Roble. Antiguo auditorio de la Compañía de Alumbrado Eléctrico de San Salvador (CAESS). Se trata de una institución privada apoyada por la Fundación Poma, del empresario Ricardo Poma. 
Su primera función fue realizada el 11 de junio de 2003  con la obra "Las prostitutas os precederán en el reino de los cielos" del dramaturgo español Jose Martín Descalzo Desde su inauguración Roberto Salomón, director y productor de teatro salvadoreño, ha sido el director de teatro de la sala. El actor y cómico Fernando Rodríguez es el director de Comunicaciones del Teatro.
El teatro cuenta con una sala a la italiana de 227 butacas, un salón de eventos y un espacio para exposiciones temporales en su lobby.